# Túnez en los Juegos Olímpicos de Tokio 2020
Túnez estuvo representado en los Juegos Olímpicos de Tokio 2020 por un total de 63 deportistas, 34 hombres y 29 mujeres, que compitieron en 16 deportes.
Los portadores de la bandera en la ceremonia de apertura fueron el jugador de voleibol Mehdi Ben Cheij y la esgrimidora Inès Boubakri.

## Medallistas
El equipo olímpico tunecino obtuvo las siguientes medallas:
| Nombre                | Deporte   | Competición   |
| --------------------- | --------- | ------------- |
| Oro                   |           |               |
| Ahmed Hafnaoui        | Natación  | 400 m libre M |
| Plata                 |           |               |
| Mohamed Jalil Yendubi | Taekwondo | –58 kg M      |
| Bronce                |           |               |
| —                     |           |               |